# Baszmanowo
Baszmanowo (ros. Башманово) – wieś w Rosji, w rejonie charowskim obwodu wołogodzkiego. W 2010 r. liczyła 3 mieszkańców.